# Karl Adam-Leonhard
Karl Adam-Leonhard (* 2. Mai 1876 in Bühl; † 26. Oktober 1926 in Rastatt) war ein deutscher Kunst- und Landschaftsmaler.

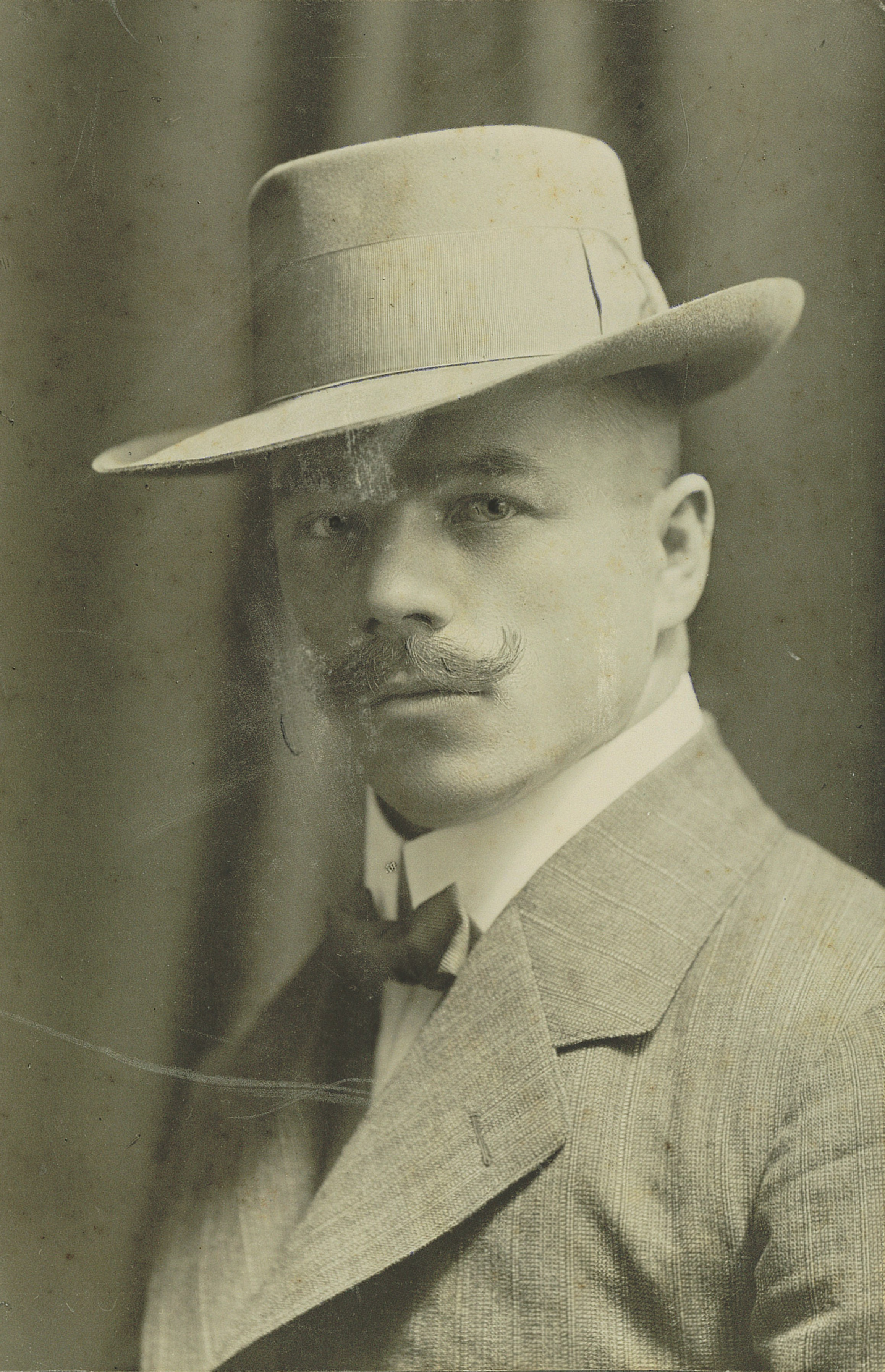
Karl Adam-Leonhard, vermutlich um 1905

## Leben
Karl Adam-Leonhard wurde 1876 als Karl Ludwig Adam in Bühl geboren. Seine Eltern waren der Bildhauermeister Karl Adam und dessen Frau Johanna, geb. Leonhard. Kurz nach der Geburt des sechsten Kindes starb seine Mutter.
Karl Adam besuchte die Bühler Volksschule und beendete sie 1890. Die künstlerischen Fähigkeiten erlangte er wohl durch eine Ausbildung als Dekorationsmaler, eine Kunstschule besuchte er nie. Hierzu fehlte nach dem Tod seines Vaters im Jahr 1887 wohl das Geld. Seine weiteren künstlerischen Fähigkeiten erlangte er autodidaktisch und während mehrerer Aufenthalte in München und Italien, finanziert durch einen Münchner Mäzen. 1902 ließ er sich in Straßburg nieder. Er führte mittlerweile die Künstlernamen Karl Leonhard und Karl Adam-Leonhard, seiner Mutter gewidmet.
Auf der Gewerbe- und Industrieausstellung in Bühl 1905 stellte er ein Chromoskop vor. Zudem nahm er an der dazugehörigen Kunstausstellung teil.
Im Jahr 1912 heiratete Karl Adam in Lörrach Blanka Wiesendanger (*  20. Januar 1874 in Bauerbach; † 4. August 1943 in Rastatt). Aus der Ehe gingen zwei Kinder hervor, Viktor Karl und Johannes Fridolin. Die Familie zog 1920 nach Rastatt, die Deutsche Tageszeitung nannte als Grund ein „Unwohlsein“ nach Ende des Ersten Weltkriegs. Karl Adam-Leonhard starb 1926 in Rastatt an Magenkrebs. Begraben wurde er in seiner Heimatstadt Bühl.

## Werke in Auswahl

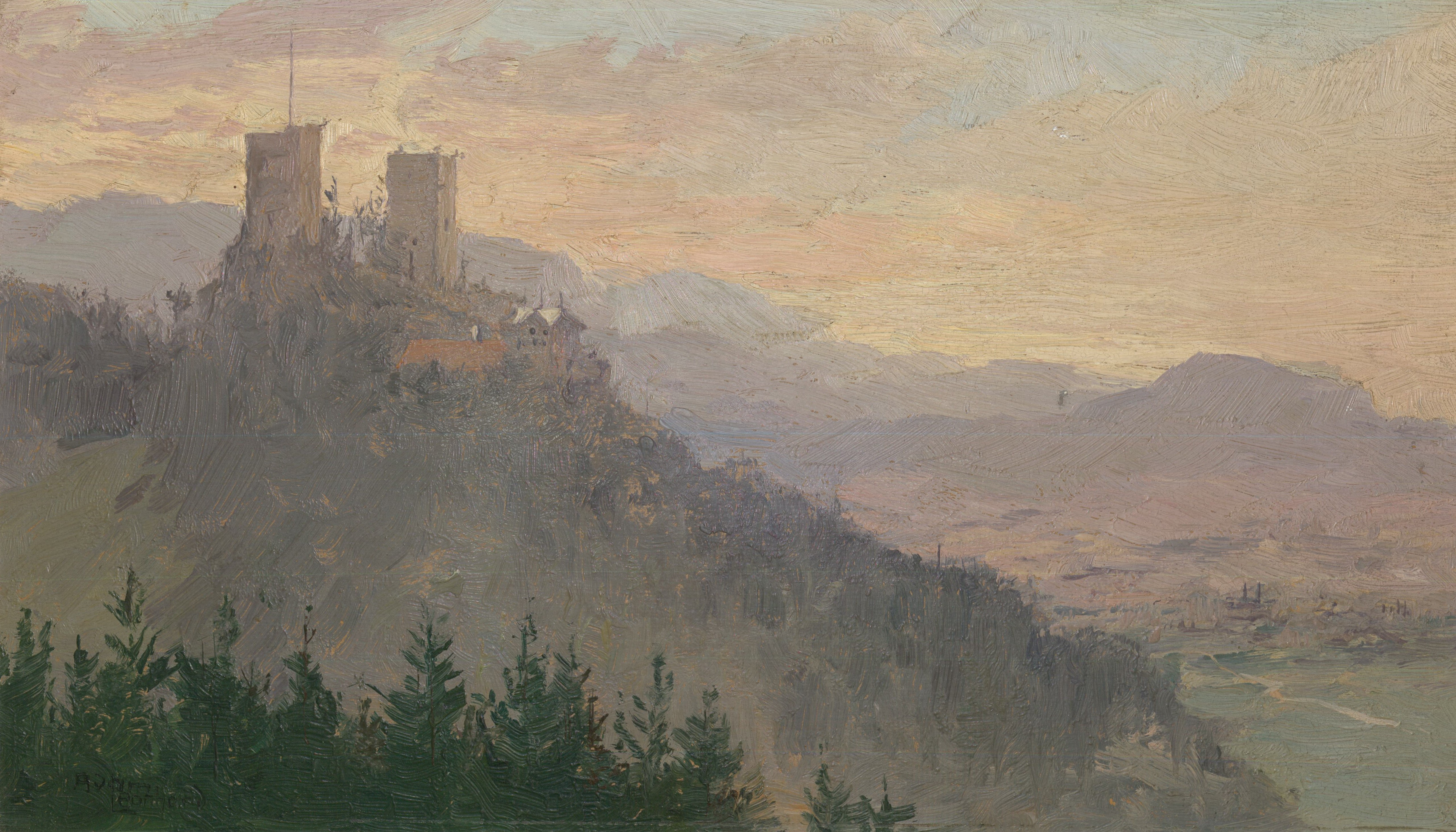
Burg Windeck bei Bühl
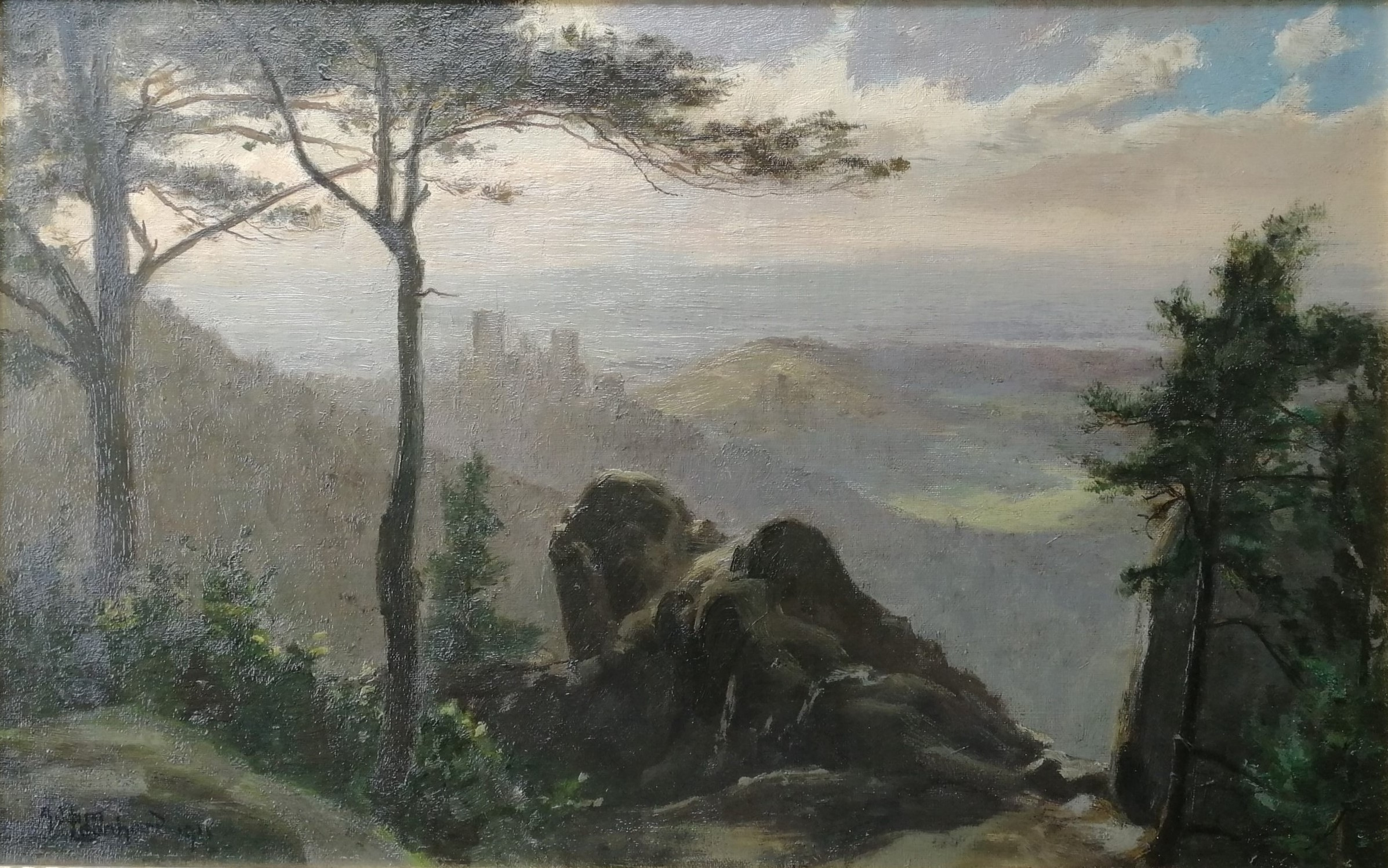
Burg Windeck bei Bühl
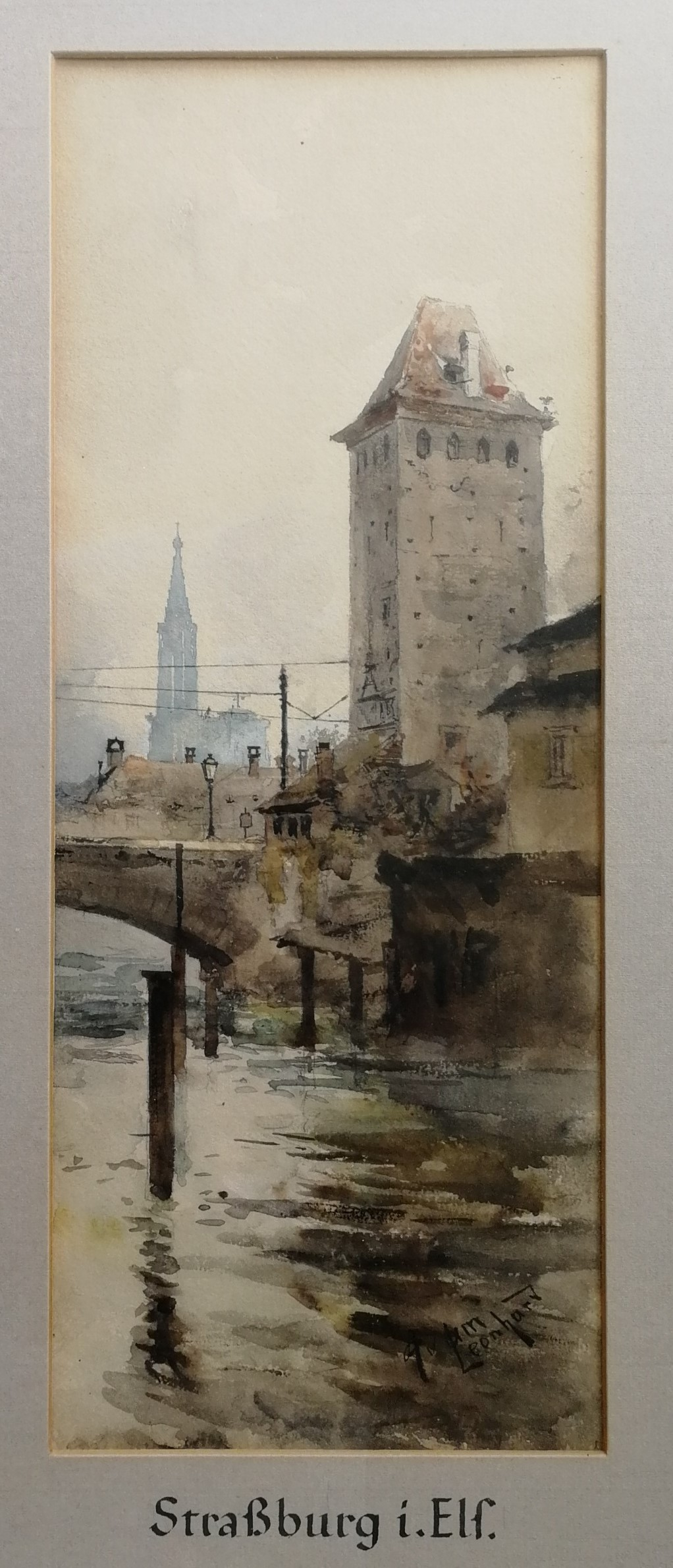
Straßburg

## Ausstellungen
- 1904 – Societé des Amis des Arts de Strasbourg
- 1905 – Gewerbe- und Industrieausstellung Bühl, dazugehörige Kunstausstellung
- 1906 – Maison d’Art alsacienne
- 2021 – Stadtmuseum Bühl[4]

## Karl Adam-Leonhard im Spiegel der zeitgenössischen Presse
- Das allen wahren Kunstwerken eigene Moment unmittelbarer, ewiger Wirkung liegt darin, dass sie ein Weltbild darstellen, auch im kleinsten Rahmen. Wie in der Natur und im Leben selbst jeder kleinste Ausschnitt noch als das Abbild des Ganzen erscheint, so wird auch der Ausschnitt, den der große Künstler adäquat seiner Persönlichkeit den Erscheinungen rings entnimmt, durchaus die Züge des Ganzen, des Allgemeinen und darum leicht erkennbaren tragen. – Straßburger Zeitung, 1906

- Zu jener Februarausstellung hatte nur ein wirkliche Originalität ausweisender Künstler Bilder eingeschickt: Karl Adam-Leonhard. Seine Technik und ganze Art zu sehen und zu malen gehört nur ihm allein, man kann ihn mit keinem Andern verwechseln. Da er vor allem darnach trachtet, die Landschaftsstimmung zu bannen, so ist sie als das Gegenständliche seiner Bilder zu werten. Wer in eine farbenleuchtende Landschaft hineinblickt, oder wer plötzlich vor ihr steht, und ohne das Einzelne zu sehen, die Kraft der Ganzheit fühlt und sieht, der kann ungefähr erraten, was Adam darstellen will und darstellt. Wer ihm Flüchtigkeit der Arbeit vorwirft, tut ihm unrecht. Der vertiefe sich nur einmal in das Meer seiner Farbentöne und rede dann noch von Obenhinarbeiten. Ein Landschaftsbild ist auch in der Natur eine Totalität – jeder Schritt ferner oder näher ändert es. In der Natur kann eben die Nase nicht so dicht auf ein Motiv gesteckt werden, wie’s gewöhnlich im Kunstsalon geschieht. In Adams Bildern ist der ganze Welthintergrund enthalten, sie sind und bleiben ein Stück Natur mit Anfang, Mitte und Ende. – Straßburger Zeitung, 1906

- Karl Adam-Leonhard hat sich einen ganz eigenen Stil geschaffen. […] Karl Adam-Leonhard war ein sehr fleißiger Künstler, bis ihm das furchtbare Leiden die Palette aus der Hand rang, und die Zahl seiner Werke ist groß. Zumeist im intimen Kabinettsformat, gelegentlich im engen Oval der Miniatur hat er unermüdlich die täglich von ihm neu entdeckten Schönheiten der Rheinebene, besonders des Riedwaldes, verkündet. Keiner hat wie er den zartesten Hauch der Nebelschleier über dem erwachenden Rheinufer zu schildern gewußt, und das letzte Licht des Sonnenunterganges, das sich in den Baumkronen der Berghänge gefangen hatte, während darunter das Arbeitsland der Menschen schon schlief, hat niemand mit so feinem Pinsel festzuhalten verstanden wie er. Er war ein urwüchsiger, ganzer Kerl, im Leben wie im Schaffen. Einer der oberrheinischen Hartschädel mit dem zu weichen Herzen. Und jedes seiner Bilder war ganz er selber. Der Kunsthistoriker der Zukunft wird keine große Mühe aufzuwenden haben, um diesen Meister der Übergänge des Zwischenlichtes, einen Klassiker in seiner Art wie nur Corot , von jedem Nachahmer zu unterscheiden. – Nachruf Deutsche Tageszeitung, 1926